# Theodor Lewald
Theodor Lewald, né le 18 août 1860 à Berlin et mort le 15 avril 1947, était un haut fonctionnaire civil du Reich allemand et porte-parole du gouvernement allemand au Reichtag. Il a également été un membre du Comité exécutif du Comité international olympique et président du Comité d'organisation des Jeux olympiques d'été de 1936 qui se sont déroulés à Berlin.

## Biographie
Il commence ses études de droit en 1878 à l'université Frédéric-Guillaume de Berlin, puis à Heidelberg et Leipzig. À Heidelberg, Lewald devient membre de la Verbindung Rupertia (de). Pendant ses études, il est influencé par les enseignements de Treitschke. Il passe son examen à Berlin et sert ensuite en 1883/84 comme volontaire d'un an dans l'armée. En 1886, il est nommé lieutenant de réserve. 